# STS-2

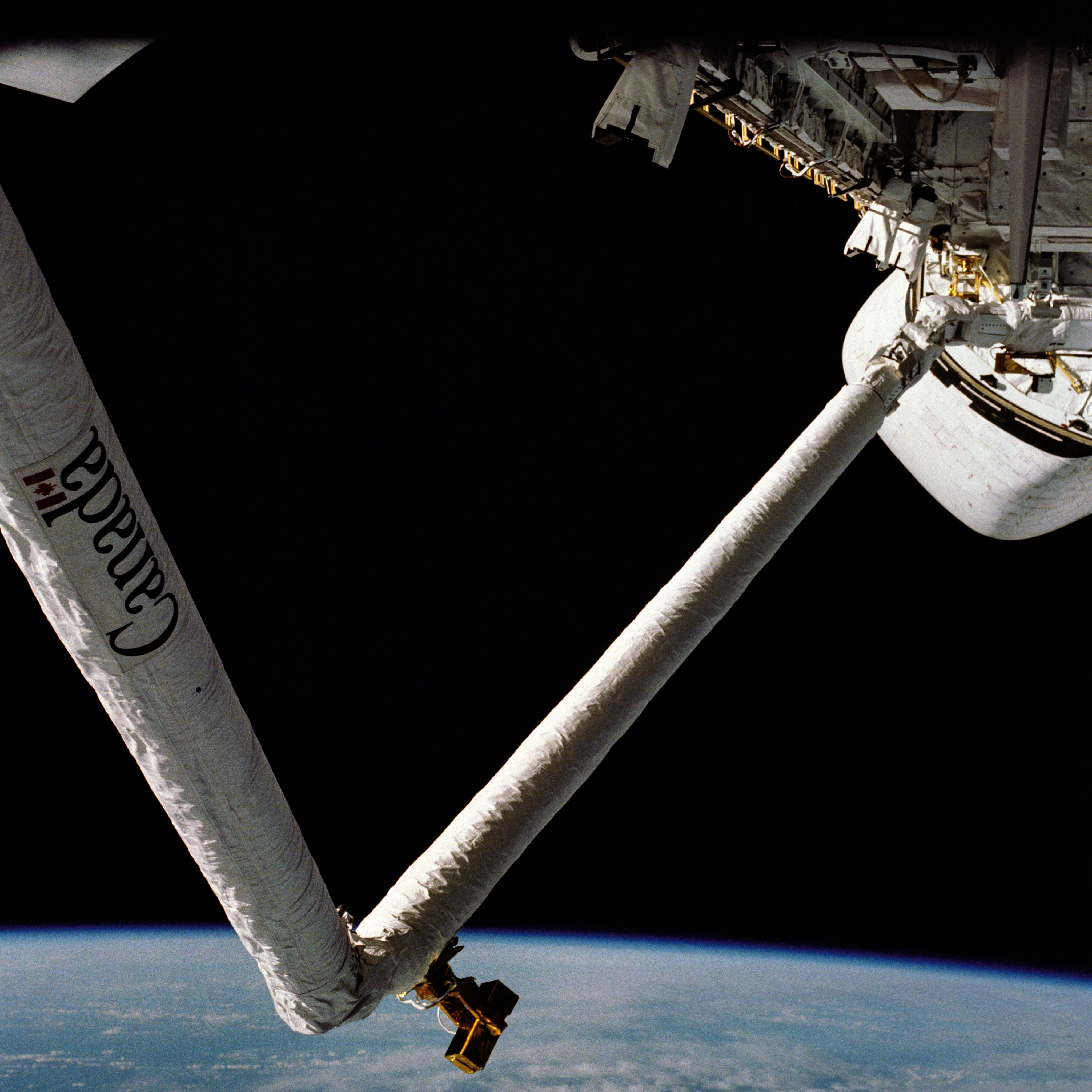
RMS Колумбии проверяется на орбите

STS-2 — космический полёт МТКК «Колумбия» по программе «Спейс шаттл». Второй полёт «Колумбии».

## Экипаж
- Джо Энгл (1) — командир
- Ричард Трули (1) — пилот

### Запасной экипаж
- Запасной командир: Томас Маттингли
- Запасной пилот: Генри Хартсфилд

## Параметры полёта
- Вес:
  - Вес при старте: 104647 кг
  - Вес при приземлении: 92650 кг
  - Полезная нагрузка: 8517 кг
- Перигей: 222 км
- Апогей: 231 км
- Наклонение: 38,0°
- Период обращения: 89 мин

## Описание полёта

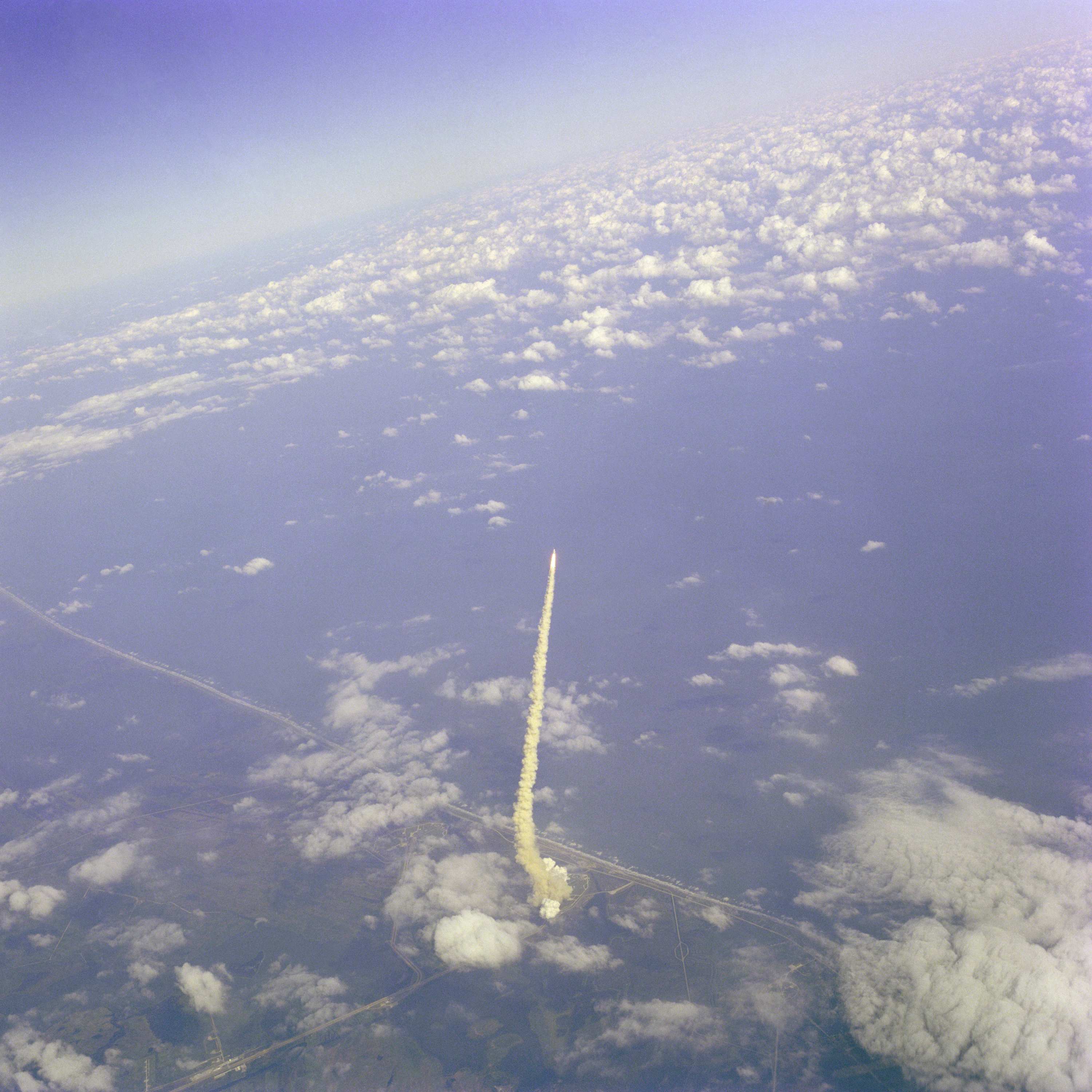
Запуск «Колумбии» (полёт STS-2) из Космического центра имени Кеннеди (США, штат Флорида, мыс Канаверал)

Во второй полёт шаттл «Колумбия» отправился 12 ноября 1981 года в 10:10 EST, через 7 месяцев после первого запуска. Первоначально старт был назначен на 9 октября, однако из-за технических неполадок был перенесён сперва на 4 ноября, а затем уже на 12-е.
Самый короткий полёт в истории миссий.
STS-2 — первый в истории полёт, в котором повторно использовался пилотируемый космический корабль. Перед запуском «Колумбия» провела 103 дня в корпусе подготовки орбитальной ступени (Orbiter Processing Facility). На борту корабля в качестве полезной нагрузки находились DFI и OSTA-l, состоящие из инструментов дистанционного зондирования. Эти инструменты, включая радиолокационную станцию «Shuttle Imaging Radar-A», позволили успешно осуществлять дистанционное зондирование земных ресурсов, качества окружающей среды, морских и погодных условий. Также впервые была проверена работа канадского манипулятора «Канадарм» в различных режимах.
Во время полёта центр управления посетил президент США Рональд Рейган. Визит планировался во время первого полёта шаттла, но тогда был отменён из-за покушения на жизнь президента за две недели до старта.